# Berrian
Berrian az Amerikai Egyesült Államok északnyugati részén, Washington állam Benton megyéjében elhelyezkedő önkormányzat nélküli település.
A Commercial Orchard Land Company által alapított helység névadója Augustus F. Berrian. A postahivatal 1913. április 25. és 1949. április 30. között működött.

## Fordítás
- Ez a szócikk részben vagy egészben  a   Berrian, Washington című angol Wikipédia-szócikk ezen változatának fordításán alapul.  Az eredeti cikk szerkesztőit annak laptörténete sorolja fel. Ez a jelzés csupán a megfogalmazás eredetét és a szerzői jogokat jelzi, nem szolgál a cikkben szereplő információk forrásmegjelöléseként.